# Waterstoniella sundaica
Waterstoniella sundaica är en stekelart som först beskrevs av Wiebes 1966.  Waterstoniella sundaica ingår i släktet Waterstoniella och familjen fikonsteklar. Inga underarter finns listade i Catalogue of Life.